# MAX (Marvel)

Logo do selo Marvel Max

MAX é uma linha editorial da Marvel Comics destinada a um público adulto. Foi criada em 2001, após a Marvel ter saído do Comics Code Authority e ter estabelecido o seu próprio sistema de classificação de revistas. Os títulos MAX são os únicos da Marvel que podem apresentar conteúdo explícito.
Dos títulos mensais que já foram editados na linha principal, encontram-se em publicação na linha MAX o Justiceiro, título que já foi também lançado através da linha Marvel Knights.

## Títulos publicados
- Alias (2001-2004)
- Nick Fury (2001-2002)
- U.S. War Machine (2001-2002, 2003)
- Luke Cage (2002)
- Howard the Duck (2002)
- Blade (2002)
- Viúva Negra (Yelena Belova): Pale Little Spider (2002)
- The Hood (2002)
- Shang-Chi, Mestre do Kung Fu (2002-2003)
- Rawhide Kid (2003)
- X-Men: Fénix - Legado de fogo (2003)
- Os Eternos (2003-2004)
- Poder Supremo (2003-2005)
- Thor: Vikings (2003-2004)
- Justiceiro MAX (2004-presente)
- Justiceiro: The End (2004)
- Doutor Spectrum (2004-presente)

Alguns destes títulos têm vindo a ser lançados no Brasil pela Panini e em Portugal pela Devir Livraria.